# Oswine (roi du Kent)
Pour les articles homonymes, voir Oswine.
Oswine est roi du Kent à la fin des années 680.

## Biographie
Oswine appartient à la lignée royale du Kent, les Oiscingas : dans l'une de ses chartes, il exprime sa gratitude pour la restauration du royaume de ses pères (« gratias refero miserenti Deo omnipotenti qui confirmauit me in regno patrum meorum et dedit mihi domum cognationis me »). Sa position dans la généalogie royale n'est pas connue avec certitude, mais il pourrait être un descendant d'Eormenred, un prince ayant vécu vers le milieu du VIIe siècle,.
Oswine monte sur le trône dans une période troublée. Son autorité est limitée à la moitié orientale du royaume, autour de la ville de Cantorbéry. L'autre moitié du Kent, autour de Rochester, est gouvernée par Swæfheard, un membre de la famille royale des Saxons de l'Est. Chacun d'eux apparaît comme témoin sur les chartes de l'autre, ce qui suggère une division pacifique du royaume entre deux monarques de rang égal. Le roi Æthelred de Mercie semble avoir apporté son soutien à Oswine.
Oswine est renversé en 690 ou 691 par Wihtred, décrit par Bède le Vénérable comme le souverain « légal ». En effet, il est fils de roi, ce qui n'est pas le cas d'Oswine,. Son sort ultérieur est inconnu.